# Caddius Emmanuel
Caddius Emmanuel (* 11. September 1988) ist ein lucianischer Fußballspieler auf der Position eines Stürmers.

## Karriere
Caddius Emmanuel wurde am 11. September 1988 geboren und spielte bereits in jungen Jahren im lucianischen Vereinsfußball. Um das Jahr 2004 vertrat er unter anderem die U-17-Auswahl von St. Lucia in der Qualifikation zur CONCACAF-Qualifikation zur U-17-Weltmeisterschaft 2005. Hierbei steuerte er bei der 1:8-Niederlage im ersten Gruppenspiel gegen Trinidad und Tobago den einzigen Treffer seines Heimatlandes bei und erzielte auch im dritten Gruppenspiel, einer 3:5-Niederlage gegen die Bahamas, zwei Tore für St. Lucia. Als Viert- und damit Letztplatzierter in der Gruppe A schaffte St. Lucia kein Weiterkommen im Wettbewerb. Zwei Jahre später vertrat er seine Heimat in der Qualifikation zur CONCACAF-Qualifikation zur U-20-Weltmeisterschaft 2007, wobei er bei der 1:2-Niederlage im ersten Gruppenspiel der ersten Runde gegen St. Vincent und die Grenadinen über die volle Spieldauer war. Im zwei Tage später stattfindenden Spiel gegen Barbados, das in einem 1:1-Remis endete, musste Emmanuel in der 27. Spielminute verletzungsbedingt ausgewechselt werden und war im abermals zwei Tage später stattfindenden dritten und letzten Gruppenspiel der ersten Runde nicht mehr im lucianischen U-20-Aufgebot. Danach vergingen weitere fünf Jahre, ehe Emmanuel am 21. August 2011, rund drei Wochen vor seinem 23. Geburtstag sein Länderspieldebüt in der A-Nationalmannschaft von St. Lucia gab. Bei der 0:4-Niederlage im Freundschaftsspiel gegen Barbados spielte er von Beginn an und wurde in der 50. Spielminute durch Jamil Joseph ersetzt. Über weitere Einsätze in der lucianischen Fußballnationalmannschaft ist bzw. über seine Vereinskarriere ist nichts Näheres bekannt.